# Costa Hamakua
La costa Hamakua (pronunciato "Hāmākua" nella lingua autoctona) è la costa nordorientale dell'isola di Hawaii. Comprende la fascia costiera dei distretti North Hilo e Hāmākua, e in parte anche a South Hilo.

## Economia
Il profitto e il mercato economico della costa era dominato da una monocoltura di canna da zucchero sino alla fine del secolo scorso. Dopo che l'ultimo esercizio commerciale della costa chiuse i battenti nel 1994, l'intero lato orientale è entrato in una profonda fase di recessione economica dovuta anche alla cessazione di altri settori come il mercato ittico (caccia alle balene) e chiusura delle industrie per la lavorazione della canna da zucchero.
Il recupero dalla recessione è ancora lungo e i processi di riavvio economico molto lenti.

## Attrazioni turistiche
- Akara Falls. Una mauka che va dalla statale 19 alla statale 220; si tratta di una cascata interna ad un parco statale.
- Hawaii Tropical Botanical Garden. Il giardino botanico situato ad alcuni kilometri a nord di Hilo. Si compone della variegata vegetazione della foresta tropicale caratteristica di Onomea Bay. Una sezione dell'autostrada Old Mamalahoa conduce al giardino.
- World Botanical Gardens/Umauma Falls. Una delle cascate più belle delle Hawaii e migliorata dai nuovi World Botanical Gardens Dal ponte della strada stradale 19 è visibile una parte delle cascate con Mauna Kea
- Kolekole Beach Park. Un parco situato nelle rovine di un burrone provocato dall'erosione sulla route 19 e nella vallata delle Akaka Falls; possiede una cascata secondaria che scende direttamente da una piccola scogliera nel flusso principale, portando a Kolekole Stream. The setting underneath the highway viaduct is magnificent.

## Mitologia
Nella mitologia hawaiiana si narra che la costa Hamakua sia stata costruita per volere di Polihau, una delle quattro dee della neve, nemica di Pele. Caratteristiche di Hamakua come i torrenti, l'ambiente sempreverde e lussureggiante sono infatti considerate prova del volere della dea che avrebbe avuto sul territorio.